# José Lopes de Faria
José Lopes de Faria (Capela Nova das Dores, 1917) foi um médico brasileiro. Foi professor e diretor da Faculdade de Ciências Médicas da Unicamp, e seu livro Anatomia Patológica é adotado por vários cursos de medicina do Brasil.

## Biografia
Nascido no interior de Minas Gerais, em 1917, filho de Ortiz Lopes de Faria e Maria Monteiro de Faria, primogênito de uma família de oito filhos.
Formou em medicina na Faculdade de Medicina da UFMG em 1941, onde atuou posteriormente como assistente voluntário no biênio 1942-1943. Nesta instituição, foi aluno do estimado professor Baeta Viana, que apoiou fortemente seus estudos. Segundo conta o próprio Lopes de Faria, certa vez, numa noite chuvosa, ele foi procurar o prof. Baeta Viana e ele acolheu-lhe dizendo que procurasse um discípulo dele, o Dr. Oromar Moreira, que tinha um laboratório de Análises Clínicas e dava também aulas teóricas no curso preparatório para o vestibular, anexo à Faculdade de Medicina da UFMG. Para ajudar a pagar seus estudos, Moreira o colocou como preparador de aulas práticas de Física Biológica, aplicadas à medicina.
Alguns dos seus professores foram:
- Dr. Alfredo Balena (Clínica Médica): "Em sua aula ele examinava o doente defronte aos alunos, chamando atenção para aquilo que era mais importante naquele paciente";
- Dr. Oscar Versiani Caldeira: "Além de professor era chefe da enfermaria, onde trabalhei nas grandes enfermarias com 40 leitos com pacientes com problemas de desnutrição, doenças respiratórias, tubos digestivos, aparelho genito-urinário, pulmão e coração."

No final do curso, em Belo Horizonte, fez a tese: "A ação do Tabaco Descotinizado", o qual o Dr. Otávio Magalhães logo enviou para o Dr. José Dutra de Oliveira (médico e industrial), e assim conseguiu ingressar na USP onde começou a trabalhar com o Dr. Cunha Mota, chefe da Anatomia Patológica.
Pouco depois, já em São Paulo, freqüentou voluntariamente o Serviço de Anatomia Patológica da Escola Paulista de Medicina, ingressando após como assistente no Departamento de Anatomia Patológica da Faculdade de Medicina da Universidade de São Paulo.
Em 1954, Franz Büchner (1895 — 1991), diretor do renomado Institut für Pathologie Ludwig-Aschoff-Haus (Instituto de Patologia Ludwig-Aschoff-Haus da Universidade de Freiburg, Alemanha), o convidou para trabalhar com Anatomia Patológica na tese "Anoxia", como consta no volume 5 do seu livro, originalmente escrito em alemão. Após um período de convivência, Büchner foi autor de uma carta ao então diretor da Faculdade de Medicina da USP em que, num dos trechos, afirmou: "O professor Lopes de Faria demonstrou em suas pesquisas uma sutilíssima capacidade no terreno de morfologia e de patologia experimental". Em outra carta, endereçada ao professor Richer, reafirmou: "o professor Lopes é um cientista e um professor de escola superior de primeira, até na ponta dos dedos. Chegou aqui com admirável conhecimento da literatura científica alemã e com grande confiança. Também estou certo de que ele sempre venerará, amará e reconhecerá a Alemanha como sua segunda pátria espiritual".
Mudou para Campinas e foi professor catedrático e diretor da Faculdade de Ciências Médicas da Unicamp, onde hoje faz parte do Memorial de Anatomia Patológica.
Seu livro "Anatomia Patológica" é adotado por vários cursos de medicina do Brasil.

## Trabalhos publicados
- 1999: Patologia Especial com Aplicações Clínicas, Guanabara-Koogan — Rio de Janeiro.